# Тикун ха-клали
Тикун ха-клали (ивр. תיקון הכללי‎, букв. «всеобъемлющее исправление») представляет собой собрание из десяти псалмов царя Давида, чтение которых служит тшувой (покаянием) за все грехи. Тикун ха-клали является нововведением ребе Нахмана из Брацлава. Чтение тикун-ха-клали практикуется брацлавскими хасидами.
Тикун ха-Клали состоит из десяти псалмов, произносимых в следующем порядке: 16, 32, 41, 42, 59, 77, 90, 105, 137 и 150.